# Georg-Pingler-Brunnen

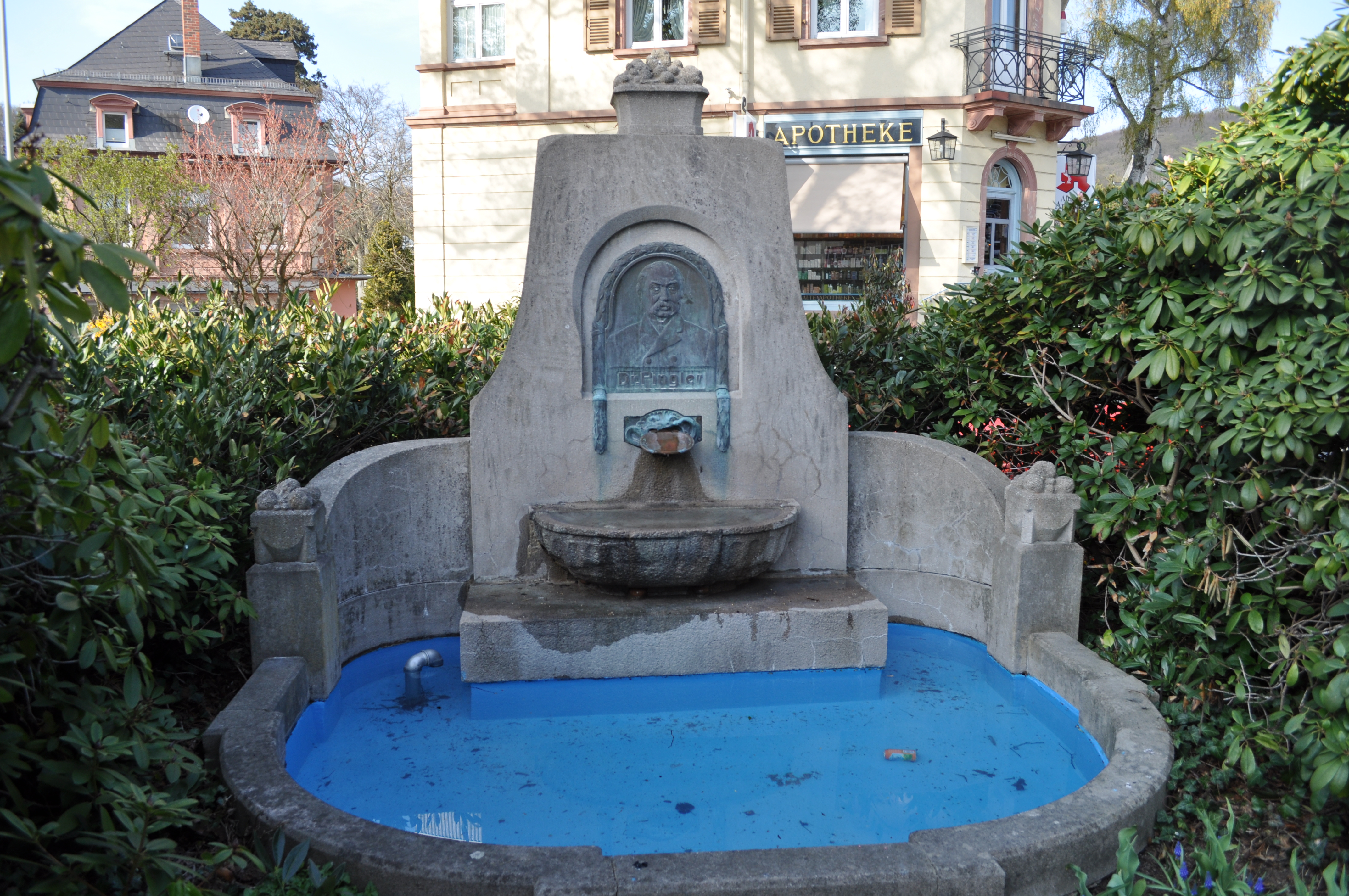
Georg-Pingler-Brunnen

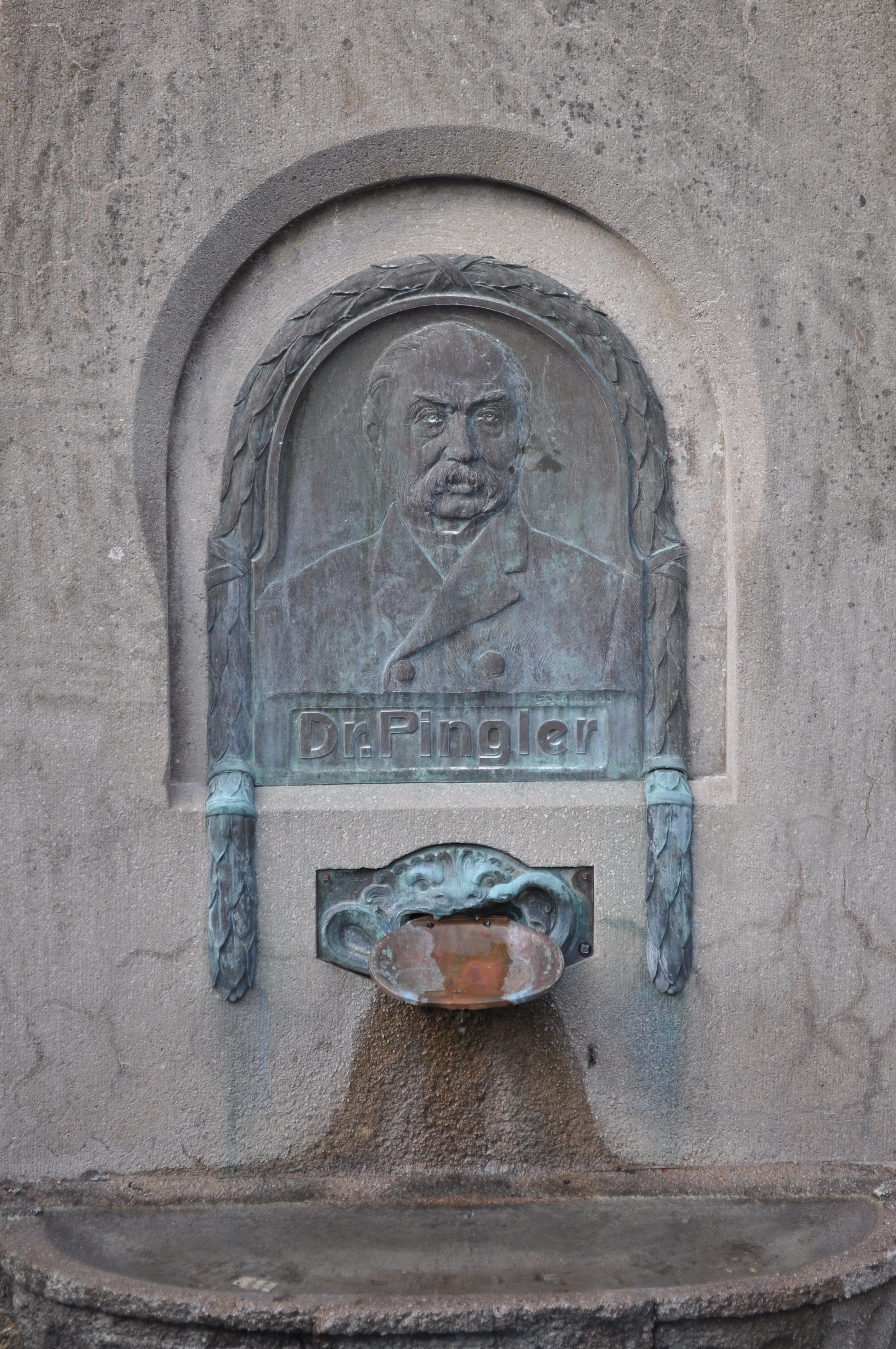
Brunnendetail

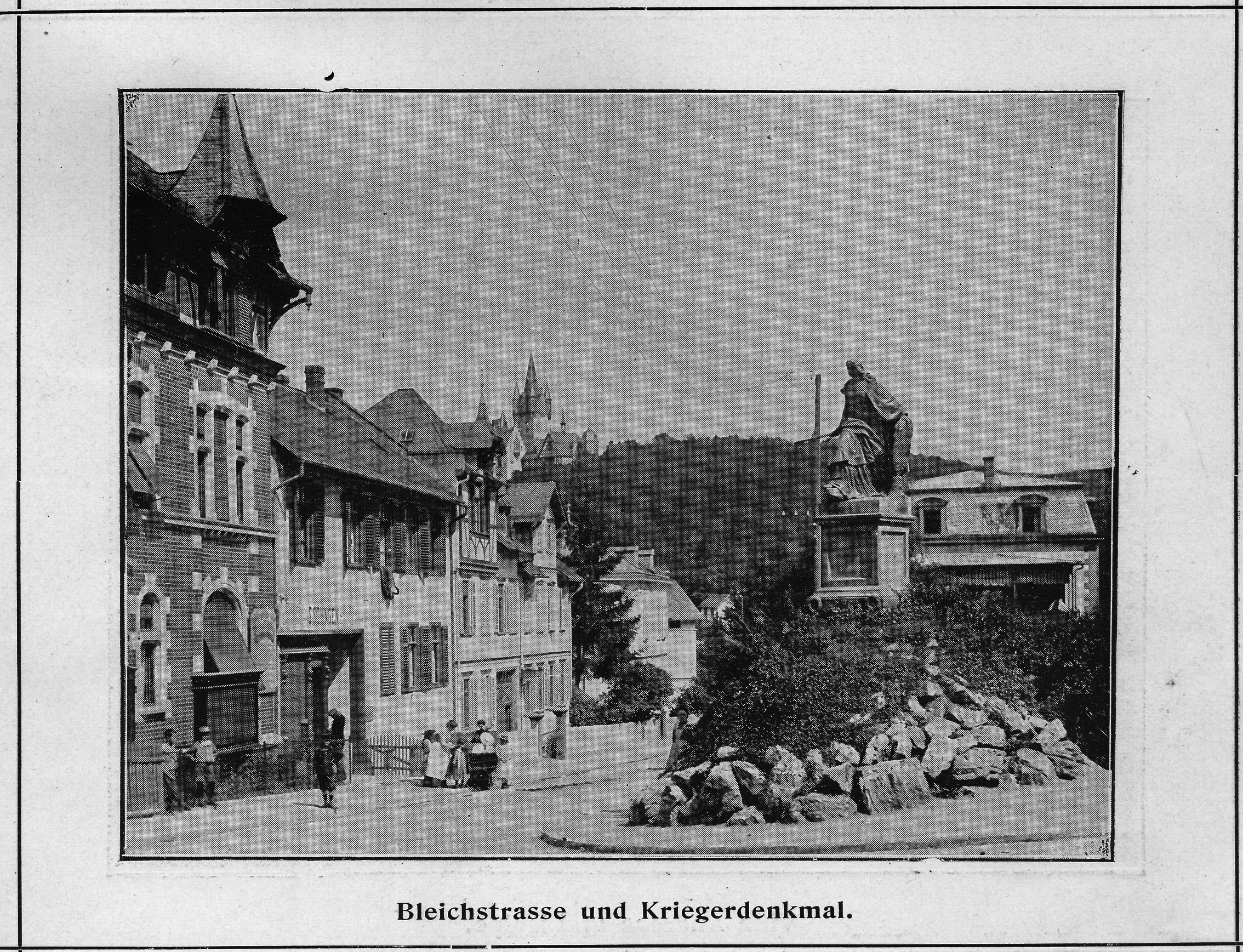
Ursprüngliche Germania, um 1900

Der Georg-Pingler-Brunnen ist ein Brunnen in Königstein im Taunus. Er erinnert an den Arzt Georg Pingler und steht unter Denkmalschutz.
An der Stelle des heutigen Brunnens stand bis 1913 ein Kriegerdenkmal mit einer Germania-Skulptur, das an die Ecke Theresenstraße / Limburger Straße versetzt und 1917 eingeschmolzen wurde.
Der Frankfurter Bildhauer Karl Schichtel schuf 1913 den neuen Brunnen im Jugendstil. Die mehrgliedrige Anlage besteht aus einer in halbrunden Flanken auslaufenden Wand, die das Brunnenbecken umschließt. In der Mitte der Rückwand befindet sich das in Bronze ausgeführte Relief-Porträt von Georg Pingler.